# Baheb el cima
Baheb el cima (àrab egipci: بحب السيما, baḥebb es-sīmā, bæˈħebb esˈsiːmæ), comercialitzada com I Love Cinema, és un pel·lícula egípcia dirigida per Osama Fawzy i protagonitzada per Mahmoud Hemaidah i Laila Elwi. Una comèdia-drama amb èmfasi en els problemes socials, culturals i relacionats amb la religió de la societat egípcia, i que presenta l'art com a salvador.

## Argument
Un nen egipci que viu al Caire descobreix la vida i la seva passió pel cinema mentre viu amb la seva mare, de religió protestant i sexualment frustrada, i el seu pare, copte ortodox de línia dura que creu que moltes coses de la vida són pecaminoses, inclòs el cinema.

## Repartiment
- Laila Elwi: Ne'mat
- Mahmood Hemaidah: Adly
- Youssef Osman: Na'eem
- Menna Shalabi: Nousa Boushra
- Edward
- Aida Abdel Aziz: mare de Ne'mat
- Nadia Rafeek: mare d'Adly
- Mohamed Dardeery: director de l'escola
- Raouf Mustafa
- Zaki Fateen Abdel Wahab

## Premis
La pel·lícula va ser seleccionada com a presentació d'Egipte als Premis Oscar de 2004 per al Oscar a la millor pel·lícula de parla no anglesa, però no va ser acceptada com a nominada. Va obtenir crítiques majoritàriament positives de la crítica i el públic egipcis i va guanyar el premi Horus en quatre categories al Festival Internacional de Cinema del Caire el 2005 inclòs Millor director. Va ser inscrit al Festival Internacional de Cinema de Kerala el 2005 i va ser nominat per Golden Crow Pheasant.